# Azi
Azi (Aujourd'hui en français) est un quotidien roumain publié à Bucarest . Le journal a été lancé en 1990.
''Azi'' était aussi le nom d'une revue littéraire publiée mensuellement en Roumanie, de mars 1932 à août 1938, sous la direction de Zaharia Stancu. Le magazine avait une orientation socialiste et antifasciste. Il réapparut entre le 19 février 1939 et le 8 septembre 1940, en tant qu'hebdomadaire politico-littéraire.

## Sources et références
1. 1 2  Central and South-Eastern Europe 2004, Psychology Press, 2003 (ISBN 978-1-85743-186-5, lire en ligne), p. 507